# 国家ブランド委員会
国家ブランド委員会（こっかブランドいいんかい）は、大韓民国の大統領直属の国家機関。2009年1月22日、大統領令第21283号「国家ブランド価値向上に関する規定」（以下、“規定”と呼ぶ）に基づき設置され2013年3月23日廃止された。

## 設立目的と活動
| 大韓民国         | 76% |
| 中華人民共和国   | 57% |
| フィリピン       | 50% |
| アメリカ合衆国   | 46% |
| チリ             | 45% |
| インドネシア     | 43% |
| ガーナ           | 41% |
| メキシコ         | 40% |
| 中央アメリカ     | 39% |
| ブラジル         | 38% |
| カナダ           | 37% |
| 日本             | 36% |
| オーストラリア   | 35% |
| ケニア           | 31% |
| ナイジェリア     | 31% |
| フランス         | 30% |
| イギリス         | 29% |
| ドイツ           | 28% |
| ロシア           | 28% |
| イタリア         | 23% |
| ポルトガル       | 23% |
| タイ             | 23% |
| スペイン         | 22% |
| アゼルバイジャン | 20% |
| インド           | 19% |
| トルコ           | 17% |
| エジプト         | 13% |
| パキスタン       | 13% |

国家ブランド委員会は、国際社会における韓国の「地位」や「イメージ」や「国格」を向上させるための活動を体系的かつ総合的に取り組むために、大統領直属の機関として設立された。
以前から韓国言論では、韓国がGDP世界10位〜20位台でありながら、外国における対韓国意識調査のアンケート等で「韓国の有名人」として金正日が挙げられるなど北朝鮮と混同されるほど国際的認知度が低い事や、「Made in Korea」の表記により韓国製品の商品価値が落ちてしまう事などを事例に、「韓国が本来保有している実力に対して韓国は国際社会から不当に低く評価されている『コリアディスカウント』現象がある」として、外国における日本の認知度や好意的評価と比較させる形で度々問題に挙げられており、このような状況が国家ブランド委員会の設立の背景にある。
国家ブランド委員会（2013年3月23日廃止）の国家の認知度を上げる為のプロジェクトとして、伝統文化やハイカルチャーの分野では韓国文化院が韓国文化を広げて親しんで貰う活動をしている。
食文化を紹介する展覧会、ラブコメディー映画の上映会、韓国料理教室（フォト＆感想文コンテスト）、韓日親善文化交流展（韓国の螺鈿漆器と日本の陶磁器のギャラリー展）、テコンドー体験教室など、文化交流を目的とした様々なイベントを開催している。
また、韓国コンテンツ振興院との共同制作によりYouTubeを制作し、日本でも人気の高い韓国のドラマ、映画、K-POPなどをはじめとする韓流エンタテインメントをテーマに、そのトレンドや魅力などについて様々な角度から楽しく情報を伝えるプログラムなども配信している。
韓国コンテンツ振興院（KOCCA）は、韓国コンテンツ産業の振興のために2009年5月に設立された政府系の総括振興機関。コンテンツ創作・企画の段階から、製作、流通、制作インフラ、優秀な人材の育成やメンタルヘルスケアまで多岐に渡り後方支援を行う事で、振興事業を行っている。
詳しくは韓国コンテンツ振興院（KOCCA）を参照。

## 機能
規定第11条により以下の事項を審議する。
1. 国家ブランド基本計画及び年次別実行計画の樹立・調整に関する事項
2. 主要国家ブランド政策及び事業の調整に関する事項
3. 中央行政機関別履行計画の点検及び推進実績の評価に関する事項
4. 国家ブランド関連予算の効率的使用及び調整等に関する事項
5. 国家ブランド価値向上のための制度改善及び法令整備に関する事項
6. 国家ブランド関連国民の意見収斂及び参加に関する事項
7. 国家ブランド関連官民協力等に関する事項
8. 国家ブランド関連海外広報、国際協力及び国際交流に関する事項
9. 国家ブランド関連基礎研究及び政策開発等に関する事項
10. その他国家ブランドと関連する事項で委員長が付議した事項

会議は在職委員の過半数の出席でもって開かれ、出席議員の過半数の賛成で議決する。

## 組織
委員会は大統領による委嘱委員のほか、企画財政部長官、教育科学技術部長官、外交通商部長官、法務部長官、行政安全部長官、文化体育観光部長官、知識経済部長官、国土海洋部長官、国務総理室長、放送通信委員会委員長、ソウル特別市長、大統領室国家ブランド担当企画官（委員会幹事を兼任）の合わせて50名以内の委員で構成される。委員長は委嘱委員中より大統領が指名する。委嘱委員の任期は2年。

### 分科委員会
委員会業務を効率的に遂行するために設置されている。各分科委員会は委員長の指名により選ばれた10名以内の委嘱委員で構成される。任期は2年。
分科委員会一覧
- 企画分科委員会
- 企業・IT分科委員会
- 文化観光分科委員会
- 国際協力分科委員会
- グローバル市民分科委員会

### 事業支援団
委員会所管の事務処理を担当する。
組織
- 団長
  - 企画総括局
  - 企業IT局
  - 文化・市民局
  - 対外協力局